# Robine (roche)
Une robine est une pente ravinée formée de marnes noires, de couleur sombre et d’allure austère, cette roche pauvre ne portant généralement que des prairies peu fournies. Ces roches sédimentaires, déposées au fond des mers à l'ère secondaire, abritent de nombreux fossiles que l'érosion met parfois au jour. Ammonites, algues et autres végétaux sont ainsi dispersés dans ce mélange argilo-calcaire aux colorations allant du beige au noir le plus intense.
|  |  |